# Valentin Caharija Simonitti
Valentin Caharija Simonitti (tudi Valentin Simoniti), italijanski, arhitekt, urbanist in kulturni delavec slovenskega rodu, * 12. februar 1918, Dolenji Barnas pri Špetru Slovenov, Kraljevina Italija, † 30. avgust 1989, Čedad, Italija. 

## Življenje in delo
Rodil se 12. februarja 1916 v družini mlinarja Janeza Krstnika in gospodinje Lenardine Simonitti rojene Guzola v Dolenjem Barnasu pri Špetru Slovenov. Njegov rod izhaja iz Biljane v Goriških Brdih, od koder so se razširili po vsej Sloveniji. Prisotnost priimka Simonitti je v Beneški Sloveniji prvič zabeležena v času, ko je bil Jurij Simonitti pater na Stari Gori nad Čedadom. Znanje slovenskega jezika je pridobil doma od staršev in pri verouku, ko je bil od leta 1930 Peter Qualiza kaplan v Dolenjem Barnasu. Po končani italijanski ljudski šoli v Špetru Slovenov (1929) in očetovi smrti je deset let delal kot mlinar. Ko je privatno opravil malo maturo, je v Genovi obiskoval umetnostni licej in leta 1941 maturiral. Do leta 1958 je poučeval zgodovino umetnosti na raznih nižjih in višjih srednjih šolah po Furlaniji ter Špetru Slovenov. Na Fakulteti za arhitekturo Univerze v Benetkah je leta 1958 diplomiral z nalogo Restavriranje arhitektonskih del, ki jih je leta 1477 v Landerski jami postavil arhitekt Andrej iz Škofje Loke. To je bilo prvič, da se je italijanski akademski svet soočil s slovensko podeželsko gotiko. Deset let kasneje pa je dokončno restavriral omenjene umetnine v Landerski jami in s tem omogočil, da se je ta zgodovinski spomenik v nadiški dolini odprl javnosti.
Kot urbanist je sodeloval v skupini izvedencev, ki so leta 1970 pripravili osnutek Teritorialnega regulacijskega načrta dežele Furlanije - Julijske krajine. Po potresu 1976 pa je med drugim obnovil podružnično cerkev sv. Jerneja v Dolenjem Barnasu. Projektiral je javne (Špeter Slovenov, Taržizem, Videm), hotelske (Gradež) in stanovanjske zgradbe (Čedad), naredil projekte za prostorsko ureditev območja Belopeških jezer, izdelal zazidalne načrte za več furlanskih občin, posebej v okviru popotresne obnove, in pri tem sodeloval tudi pri izdelavi novih gradbenih tehnologij. Sooblikoval je tudi listino o pravicah Slovencev v videmski pokrajini (1977). Sodeloval je na kongresih in seminarjih ter objavljal v slovenskih in italijanskih občilih.